# Walter Kennedy (pirata)

Jolly Roger

Walter Kennedy (1685 circa – Wapping, 19 giugno 1721) è stato un pirata irlandese vissuto nel XVIII secolo. Non si sa quasi nulla sui suoi primi anni di vita.

## Biografia

### Carriera nella pirateria
Iniziò a navigare nel 1718 sulla nave "La Rover" insieme al Capitano Howell Davis. Alla morte di Davis, nel 1719, Walter andò a far parte dell'equipaggio del pirata Bartholomew Roberts che era stato eletto per sostituire Davis.
Mentre Roberts navigava sullo sloop "The Fortune", Walter ricevette l'ordine di seguire lo sloop di Roberts e di fare rotta verso l'Irlanda. Ma per un incidente la nave di Walter si distrusse sulle coste della Scozia e quindi si vide costretto a ritirarsi dalla pirateria.

### Ritiro dalla pirateria e morte
La maggior parte degli uomini dell'equipaggio vennero catturati e impiccati ma Walter riuscì comunque a fuggire e a ritirarsi a Dublino. Poi scappò in Inghilterra dove aprì una casa di prostituzione. Una delle prostitute però accusò Walter di rapina; venne poi condannato a morte per pirateria e impiccato a Londra il 19 giugno 1721.

### Jolly Roger
La Jolly Roger di Walter Kennedy raffigurava un uomo nudo con in una mano una clessidra e nell'altra mano una sciabola nell'atto di tagliare un teschio con le ossa incrociate. Significava che il tempo per le vittime fosse scaduto.

## Fonti
- Arthur L. Hayward, Lives of the Most Remarkable Criminals, 1927.
- Charles Johnson, A General History of the Pyrates.
- Tim Travers, Pirates: A History.
- Joseph Lewis French (a cura di), Pirate Stories.
- Philip Gosse, The Pirates' Who's Who: Giving Particulars of the Lives and Deaths of the Pirates and Buccaneers.
- Marcus Rediker, Who Will Go a Pyrating?, in Villains of All Nations: Atlantic Pirates in the Golden Age, Beacon Press. URL consultato il 20 febbraio 2017 (archiviato dall'url originale il 23 giugno 2011).
- David Cordingly, Life Among the Pirates Abacus, 1995, ISBN 0-349-11314-9.
- Colin Woodard, The Republic of Pirates, Harcourt, 2007, ISBN 978-0-15-101302-9.